# Miguel Schweitzer Speisky
Miguel Álex Schweitzer Speisky (Antofagasta, 6 de julio de 1908-Santiago, 21 de septiembre de 1997) fue un abogado, académico y político chileno de origen judío. Se desempeñó como ministro de Estado durante el gobierno de Jorge Alessandri y la dictadura militar del general Augusto Pinochet.

## Biografía
Nació como el quinto de los seis hijos del matrimonio judío de clase media conformado por Segismundo Schweitzer y Ana Speisky.
Sus estudios humanísticos los realizó en el Liceo de Valparaíso y en el Liceo Miguel Luis Amunátegui de Santiago. Posteriormente ingresó a la Facultad de Derecho de la Universidad de Chile, donde se tituló como abogado el 16 de junio de 1931 con la tesis: ¿Debe castigarse al marido que mata a su mujer al ser sorprendida en delito de adulterio? Antes estudió medicina en la misma casa de estudios, aunque por breve tiempo.
En 1935 fue designado agregado a la cátedra de derecho penal. En 1948 fue nominado como profesor titular de dicha cátedra en la Escuela de Derecho de Santiago, y paralelamente se desempeñó como profesor de derecho penal en el Instituto Superior de Carabineros. Entre 1951 y 1963, fue consejero general del Colegio de Abogados.
Durante la presidencia de Jorge Alessandri fue nombrado ministro del Trabajo y Previsión Social, al mismo tiempo que era vicepresidente del Instituto de Ciencias Penales (septiembre de 1963-noviembre de 1964).
En abril de 1975, bajo la dictadura militar del general Augusto Pinochet, fue designado ministro de Justicia, cargo que desempeñó hasta marzo de 1977.
En febrero de 1981, el régimen lo designó presidente del Consejo de Estado, cargo en el que sustituyó al exmandatario Alessandri Rodríguez.
Participó en diversas comisiones de estudio, entre ellas la de la reforma al Código Penal y la Comisión Redactora del Proyecto de Ley General de las Universidades, que data de 1981 y que fue el que permitió la creación de las instituciones de estudio privadas. También es recordado como el jurista que asesoró a la entonces ministra de Justicia, Mónica Madariaga, en la elaboración de la Ley de Amnistía dictada en 1978.